# اوئرسباخ
اوئرسباخ (به آلمانی: Auersbach) یک منطقهٔ مسکونی در اتریش است که در زودوست‌اشتایرمارک واقع شده‌است. اوئرسباخ ۱۲٫۵۹ کیلومتر مربع مساحت دارد ۳۰۱ متر بالاتر از سطح دریا واقع شده‌است.